# Gminny Ośrodek Kultury w Podegrodziu

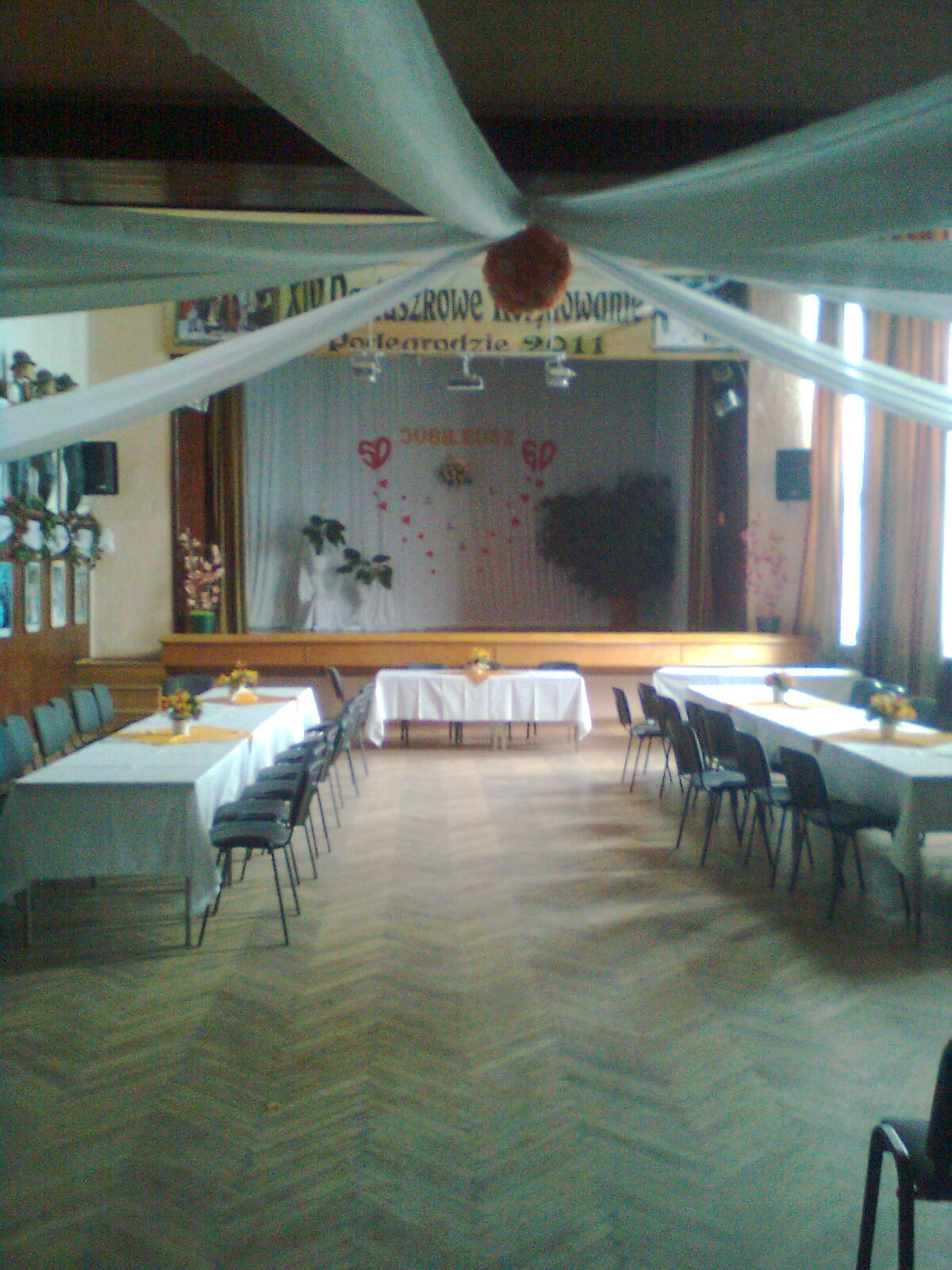
Sala widowiskowa

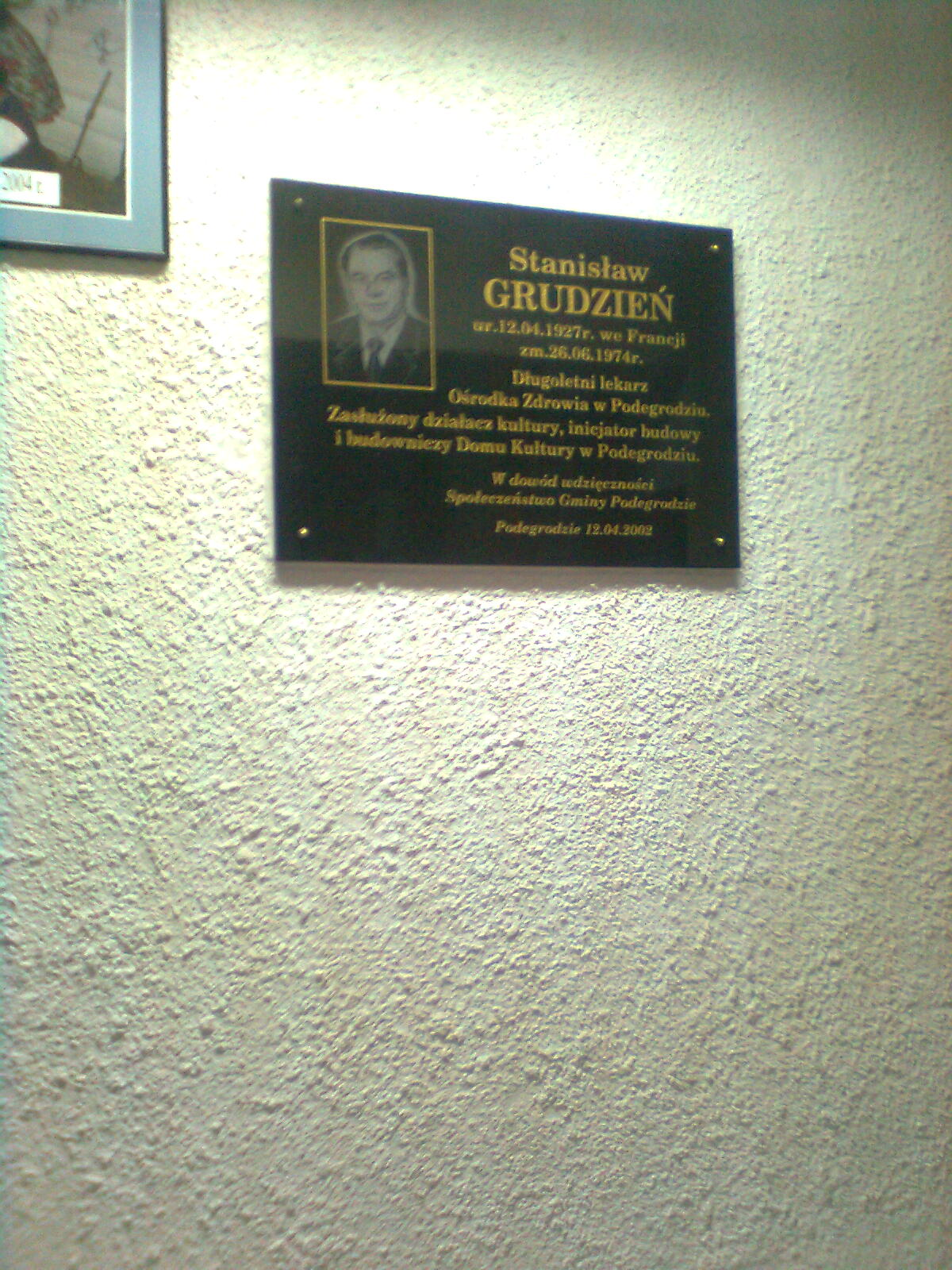
Tablica upamiętniająca S. Grudnia

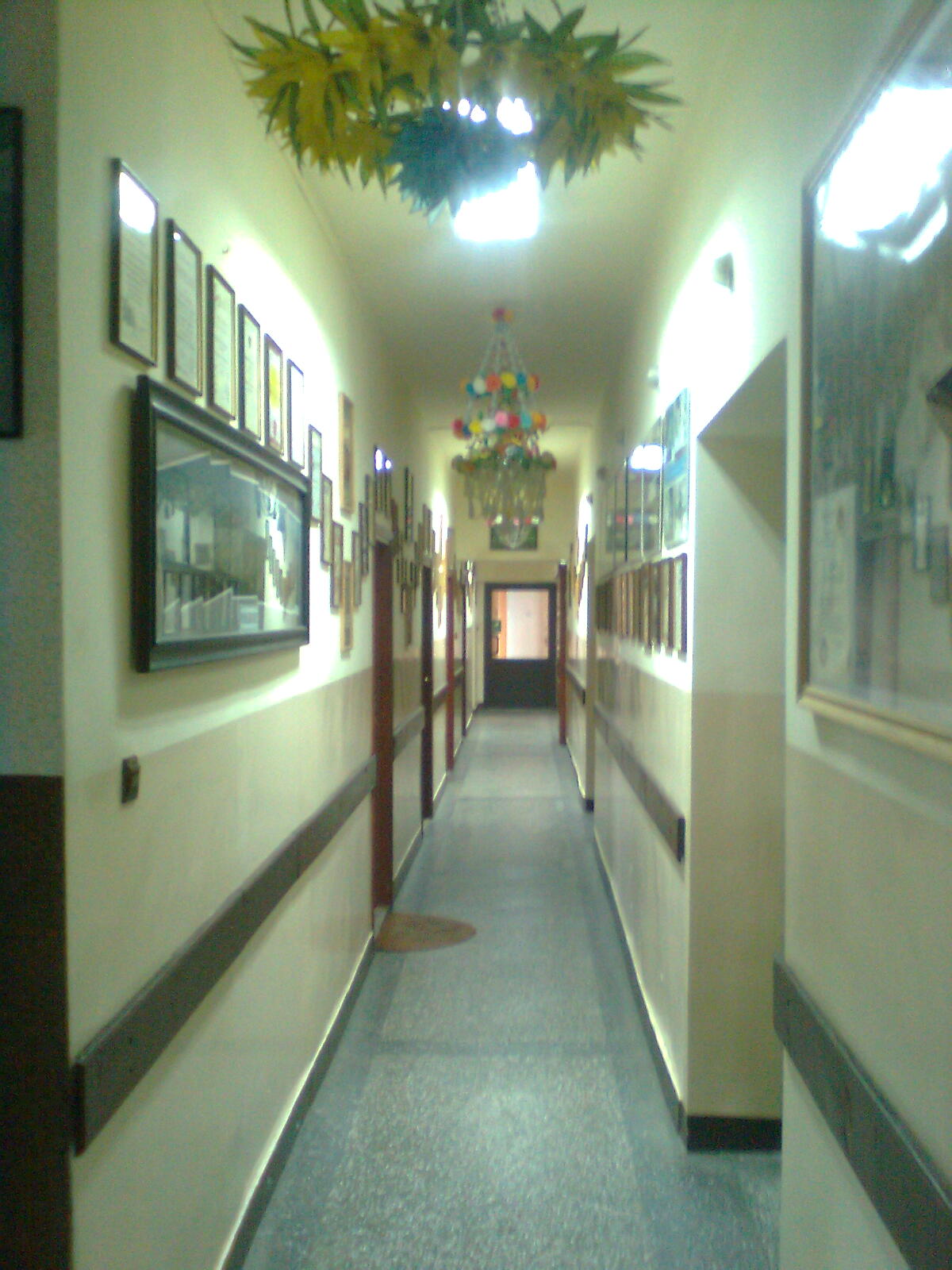
Korytarz

Gminny Ośrodek Kultury w Podegrodziu im. Stanisława Grudnia (GOK) - instytucja kultury powstała 1 lipca 1976 roku, mająca swoją siedzibę w Podegrodziu, w domu kultury. GOK działa na terenie Gminy Podegrodzie nie tylko jako instytucja kultury, ale też oświatowa. Dyrektorem GOK-u jest Krzysztof Bodziony.

## Historia
Działalność kulturalna w gminie Podegrodzie datowała się jeszcze z czasów przedwojennych. W 1967 roku powstał, z inicjatywy miejscowego lekarza medycyny Stanisława Grudnia, Społeczny Komitet Budowy Domu Kultury. Początkowo zbierano fundusze, poprzez organizowanie przedstawień, zabaw itp. W tym samym roku rozpoczęto też budowę domu kultury. 
Początkowo Dom Kultury miał być otwarty w 1974 roku, jednak nie zostały ukończone prace przy sali widowiskowej. Ukończono je dwa lata później w 1976 r.
Dnia 1 lipca 1976 r. decyzją ówczesnego naczelnika Gminy Podegrodzie powołano Gminny Ośrodek Kultury w Podegrodziu. Siedzibą stał się nowo wybudowany Dom Kultury. Z dniem powołania, GOK stał się koordynatorem i opiekunem istniejącego już ruchu kulturalnego i artystycznego oraz centrum działalności kulturalno-oświatowej.
13 kwietnia 2002 roku, decyzją rady gminy Podegrodzie, GOK otrzymał imię Stanisława Grudnia.

## Działalność kulturalna
Gminny Ośrodek Kultury jest koordynatorem ruchu kulturalnego i artystycznego. W celu promowania kultury lachowskiej organizuje imprezy o ogólnopolskim zasięgu. Są to m.in. Druzbacka, Pastuszkowe Kolędowanie, Lachowskie Lato. Także działalność podegrodzkich zespołów (Regionalny Zespół Pieśni i Tańca "Podegrodzie", Zespół Regionalny "Małe Podegrodzie", Podegrodzcy Chłopcy) jest ściśle związana z GOK-iem.
GOK jest wydawcą ukazującego się od kilku lat magazynu informacyjno-kulturalnego "Wieści Podegrodzkie". Dzięki niemu mieszkańcy gminy mają dostęp do aktualnych informacji dotyczących całej gminy.
W celu promowania kultury lachowskiej GOK podjął się publikowania książek o tematyce lachowskiej:
- "Jo se Podegrodzok. Jo se rodowity..."
- "Co To Za Gwiozdecka Nad Osowiom Świyci"
- "Kościoły i kapliczki gminy Podegodzie"
- "Kumosia Kumosi gorzołecke nosi"

## Biblioteka Gminna
Trzy pomieszczenia na I piętrze w budynku Gminnego Ośrodka Kultury zajmuje Biblioteka Gminna. Wystrój wnętrz nawiązuje do kultury podegrodzkiej, wyraża się w haftach, rysunkach, rzeźbie, tkaninie.
Historia biblioteki zaczęła się 1 marca 1948 roku, wraz z otwarciem punktu bibliotecznego przy Szkole Podstawowej w Podegrodziu. Pierwszym kierownikiem punktu (a później Biblioteki Gminnej) była Zofia Majewska. Pod koniec 1948 roku zakupiono z funduszu gminnego 30 książek oraz pierwszą szafę na książki. W 1949 punkt przekształcono w Bibliotekę Gminną, którą umieszczono w wynajętym lokalu. Ogólna liczba czytelników wynosiła wtedy 40 osób. Początkowo księgozbiór liczył 50 książek, ale dzięki dotacjom Ministerstwa Oświaty oraz przydziałom Biblioteki Powiatowej 31 grudnia 1949 stan księgozbioru osiągnął liczbę 976 książek.
1 kwietnia 1951 roku kierownikiem biblioteki została Zofia Chrząstowska, założycielka Muzeum Lachów Sądeckich.
W 1955 roku zmieniono nazwę biblioteki na Gromadzka Biblioteka Publiczna w Podegrodziu. Wtedy powstało 13 punktów bibliotecznych, we wsiach: Brzezna, Brzezna-Litacz, Chochorowice, Długołęka-Świerkla, Gostwica, Juraszowa, Mokra Wieś, Naszacowice, Olszana, Olszanka, Podrzecze, Rogi i Stadła (obecnie filie funkcjonują tylko we wsiach Olszana, Gostwica i Brzezna.
W roku 1974 zmieniono nazwę biblioteki na Biblioteka Publiczna Gminy Podegrodzie oraz przeniesiono jej siedzibę do Gminnego Ośrodka Kultury. W tym samym roku nadano bibliotece statut.

## Szkółki i kółka
Gminny Ośrodek Kultury nie tylko działa jako instytucja kulturalna, ale też oświatowa. Organizuje zajęcia pozaszkolne, dzięki którym dzieci i młodzież mogą realizować swoje pasje i podnosić poziom swoich umiejętności. Prowadzone są następujące szkółki i kółka:
- Kółko Plastyczne - w ramach tych zajęć doskonalone są różne techniki plastyczne, m.in. techniki rysunkowe, techniki malarskie, modelowanie;
- Szkółka Rysunku na szkle - uczestnicy zajęć poznają i powiększają swoje umiejętności w zakresie malowania na szkle;
- Szkółka Rzeźbiarstwa ludowego - dzieci uczęszczające na zajęcia doskonalą umiejętności rzeźbiarskie, rzeźbią m.in. w drewnie, kamieniu;
- Szkółka Haftu ludowego - w ramach tych zajęć dzieci uczą się haftowania m.in. Haftu Podegrodzkiego
- Szkółka Muzykowania ludowego - dzieci, które uczęszczają na te zajęcia doskonalą swoje zdolności muzyczne w graniu m.in. na gitarze, kontrabasie, klarnecie, skrzypcach;
- Szkółka Językowa - prowadzone są dodatkowe lekcje języków obcych.

## Filie
GOK posiada trzy filie - świetlice, znajdujące się na terenie Gminy Podegrodzie:
- Świetlica w Naszacowicach
- Świetlica w Poderzeczu
- Świetlica w Mokrej Wsi